# NGC 1036
NGC 1036 је галаксија у сазвежђу Ован која се налази на NGC листи објеката дубоког неба.
Деклинација објекта је + 19° 17' 49" а ректасцензија 2h 40m 29,0s. Привидна величина (магнитуда) објекта NGC 1036 износи 12,7 а фотографска магнитуда 13,7. Налази се на удаљености од 11,2000 милиона парсека од Сунца. NGC 1036 је још познат и под ознакама IC 1828, UGC 2160, MCG 3-7-41, MK 370, IRAS 02376+1904, PGC 10127.